# 八連里
八連里，為臺灣新北市汐止區轄下之一里。